# Anomobryum albo-imbricatum
Anomobryum albo-imbricatum är en bladmossart som beskrevs av T. Koponen och J.C. Norris 1984. Anomobryum albo-imbricatum ingår i släktet Anomobryum och familjen Bryaceae. Inga underarter finns listade i Catalogue of Life.